# Batuíra-de-coleira-dupla
Borrelho-de-crescente-preto ou batuíra-de-coleira-dupla (nome científico: Anarhynchus falklandicus) é uma espécie de maçarico da família dos caradriídeos que se reproduz na Argentina, Chile e ilhas Malvinas. Parte da população migra para o norte no inverno e alguns indivíduos atingem o Uruguai e sul do Brasil.
Os seus habitats naturais são: lagos de água doce, pântanos salinos, costões rochosos e praias arenosas.